# Donald Gargasson
Donald Gargasson (ur. 25 maja 1987 r.) – francuski rugbysta polskiego pochodzenia grający na pozycji skrzydłowego. Reprezentant Polski.

## Kariera klubowa
Gargasson uczęszczał do Collège Marie-Curie w podparyskim Les Lilas, a następnie do Lycée Lakanal w Sceaux, gdzie uprawiał rugby w wieku lat 16. Już wówczas chciał zostać profesjonalnym rugbystą.
Treningi rozpoczął w klubie Racing Métro 92, później zaś trafił do juniorów ASM Clermont Auvergne. Kolejnym klubem Francuza polskiego pochodzenia był zespół RC Toulonnais. Gargasson nie zadebiutował jednak w pierwszej drużynie, natomiast regularnie występował w drużynie tzw. Nadziei (Espoirs), czyli zespole do lat 23.
Od 2010 roku występuje w seniorskiej drużynie francuskiego trzecioligowca (liga Fédérale 1) – US Seynoise.
W czerwcu 2011 roku, po zakończeniu rozgrywek swojego francuskiego klubu, Gargasson wspomógł Arkę Gdynia w dwóch ostatnich meczach fazy pucharowej. Wystąpił w finale, w którym gdyńskie Buldogi pokonały Budowlanych Łódź. Sam zawodnik nie wykluczył powtórnych występów w barwach żółto-niebieskich w kolejnym sezonie.

## Kariera reprezentacyjna
Ze względu na polskie pochodzenie, Gargasson może na arenie międzynarodowej reprezentować Polskę. Już w 2005 roku dołączył do reprezentacji juniorów, a rok później do kadry do lat 20.
Pod koniec lutego 2008 roku wystąpił w sparingowym meczu seniorskiej kadry przeciw drużynie francuskiej armii. W meczu międzypaństwowym zadebiutował 5 października tego samego roku przeciw reprezentacji Ukrainy. Swoje pierwsze w kadrze przyłożenie zdobył niemal rok później z tym samym rywalem.
W 2008 roku Gargasson został także powołany przez Krzysztofa Folca na Mistrzostwa Europy w rugby 7, które odbywały się  w Hanowerze.

### Statystyki
Stan na 27 października 2011 r. Wynik reprezentacji Polski zawsze podany w pierwszej kolejności.
| Występy w reprezentacji Polski | Występy w reprezentacji Polski | Występy w reprezentacji Polski      | Występy w reprezentacji Polski | Występy w reprezentacji Polski | Występy w reprezentacji Polski |
| Lp.                            | Data                           | Stadion, miasto                     | Przeciwnik                     | Wynik                          | Zdobyte punkty                 |
| ------------------------------ | ------------------------------ | ----------------------------------- | ------------------------------ | ------------------------------ | ------------------------------ |
| 1.                             | 5.10.2008                      | Stadion Budowlanych, Łódź           | Ukraina                        | 12:13                          | 0                              |
| 2.                             | 16.05.2009                     | Stadion Dinamo, Kiszyniów           | Mołdawia                       | 30:28                          | 0                              |
| 3.                             | 30.05.2009                     | Stadion Polonii, Warszawa           | Belgia                         | 14:3                           | 0                              |
| 4.                             | 12.09.2009                     | Stadion Spartak, Kijów              | Ukraina                        | 12:19                          | 5 (P)                          |
| 5.                             | 24.04.2010                     | Stadion Króla Baudouina I, Bruksela | Belgia                         | 8:29                           | 0                              |
| 6.                             | 12.03.2011                     | Narodowy Stadion Rugby, Gdynia      | Belgia                         | 28:21                          | 5 (P)                          |

## Życie prywatne
- Przyjaźni się z Dawidem Banaszkiem, Mariuszem Motylem i Łukaszem Szostkiem[6].